# Chauliodus pammelas
Chauliodus pammelas es una especie de pez de la familia Stomiidae en el orden de los Stomiiformes.

## Morfología
• Los machos pueden llegar alcanzar los 19,5 cm de longitud total.

## Hábitat
Es un pez de mar y de aguas profundas que vive entre 400-2.500 m de profundidad.

## Distribución geográfica
Se encuentra en el Golfo de Adén, el Golfo de Omán, el Mar de Arabia y las  Maldivas.